# Stenus terricola
Stenus terricola är en skalbaggsart som beskrevs av Thomas Casey. Stenus terricola ingår i släktet Stenus och familjen kortvingar. Inga underarter finns listade i Catalogue of Life.